# 京管泰富基金
北京京管泰富基金管理有限責任公司 (前身為国开泰富基金管理有限责任公司）于2013年6月28日正式获得中国证券监督管理委员会批准成立，公司注册地位于北京市，注册资本为人民币3.6亿元整，其中国开证券有限责任公司出资比例为66.7%，国泰证券投资信托股份有限公司出资比例为33.3％。自2013年成立以来，国开泰富基金资产规模一直未有大突破，从未超过20亿元。2016年末，国开泰富基金规模曾一度达到17.76亿元，在管资产规模达到规模峰值。2016年后，国开泰富基金规模一路下跌。2017年8月7日，公司将注册资本由20000万元增加至36000万元。进入2018年之后，管理规模进一步滑落到10亿元以内，且高管变动频繁。2021年8月，国开泰富基金最后一只基金——国开泰富货币市场证券投资基金发布清算报告，成为一家“空壳”基金公司。同年9月29日，国开证券以3.7亿元在北京金融资产交易所挂牌转让所持国开泰富基金管理有限责任公司66.7%股权。